# In ricchezza e in povertà
In ricchezza e in povertà (For Richer or Poorer) è un film del 1997 diretto da Bryan Spicer, interpretato da Tim Allen e Kirstie Alley.
Le riprese del film si svolsero dal 28 aprile 1997 al 14 luglio 1997.

## Trama
Brad e Caroline Sexton sono una ricca coppia di New York, sposati da dieci anni. All'apparenza felici, in realtà rimangono uniti in matrimonio solo per interessi economici e affari, non provando più amore l'uno per l'altra. Proprio mentre stanno per lanciare il progetto di un nuovo parco di divertimenti di dubbio gusto, scoprono di essere debitori nei confronti dell'erario di 5 milioni di dollari di tasse arretrate, a causa del loro disonesto commercialista che li ha truffati e derubati. La coppia, avvicinata in malomodo da due agenti maldestri del IRS, è così costretta a fuggire da New York a bordo di un taxi rubato. Giunti in un territorio rurale, perdono il controllo del mezzo e finiscono in un laghetto.
Per pura casualità si ritrovano in una comunità Amish dove, spacciandosi per Jacob e Emma Yodar, una coppia del Missouri attesa da tempo, vengono accolti nella comunità. I due sono costretti a compiere lavori manuali prettamente rurali e domestici che non hanno mai compiuto. All'inizio si dimostrano molto maldestri e la dura vita agreste li porta all'esasperazione. Con il passare dei giorni però imparano a collaborare in maniera efficiente con la comunità e iniziano lentamente a sentire ancora attrazione e amore l'uno per l'altra. Brad e Caroline si sentono felici e ormai ben integrati nella comunità, ma mentre stanno assistendo al matrimonio di due giovani Amish vengono trovati dalla polizia, dalla quale erano ricercati e arrivano nella comunità i veri Jacob ed Emma. Scoperto l'inganno dei coniugi, gli Amish si sentono traditi e ingannati.
Al processo tuttavia, che Brad e Caroline affrontano ben affiatati, sono riconosciuti innocenti, in quanto i loschi traffici del loro commercialista vengono alla luce. I due non sono però entusiasti di tornare alla loro vecchia vita, così tornano dagli Amish per scusarsi. Inizialmente questi non sembrano avere intenzione di perdonarli, ma poi tutto si risolve in una risata quando gli Amish dichiarano di avere, in realtà, sempre saputo della loro messa in scena e di averli sfruttati per la semina. Brad e Caroline sognano di vivere lì in campagna, magari con un figlio.

## Citazioni e riferimenti
Nel film i protagonisti citano il film Witness - Il testimone, interpretato da Harrison Ford, come fonte di informazioni sulla cultura Amish.